# HD21817
HD21817 — хімічно пекулярна зоря спектрального класу A6, що має видиму зоряну величину в смузі V приблизно  8,8.
Вона  розташована на відстані близько 815,4 світлових років від Сонця.